# نادي شاتورو
نادي شاتورو (بالفرنسية: La Berrichonne de Châteauroux)‏ نادي كرة قدم فرنسي يلعب في دوري الدرجة الثانية . تم تأسيس النادي في سنة 1883 .

## انظر ايضا
- كريم فرادين